# Adja Fatou Sow
Adja Fatou Sow (1 de octubre de 1985) es una deportista senegalesa que compitió en taekwondo. Ganó dos medallas en el Campeonato Africano de Taekwondo en los años 2001 y 2003.

## Palmarés internacional
| Campeonato Africano | Campeonato Africano | Campeonato Africano | Campeonato Africano |
| Año                 | Lugar               | Medalla             | Categoría           |
| ------------------- | ------------------- | ------------------- | ------------------- |
| 2001                | Dakar (Senegal)     | Medalla de oro      | –55 kg              |
| 2003                | Abuya (Nigeria)     | Medalla de bronce   | –59 kg              |